# Schönbornsprudel
Der Schönbornsprudel ist eine Solequelle im bayerischen Hausen, einem Stadtteil des Kurortes Bad Kissingen im unterfränkischen Landkreis Bad Kissingen. Beim Schönbornsprudel handelt es sich um einen eisenhaltigen Natrium-Chlorid-Thermalsäuerling.

## Geschichte

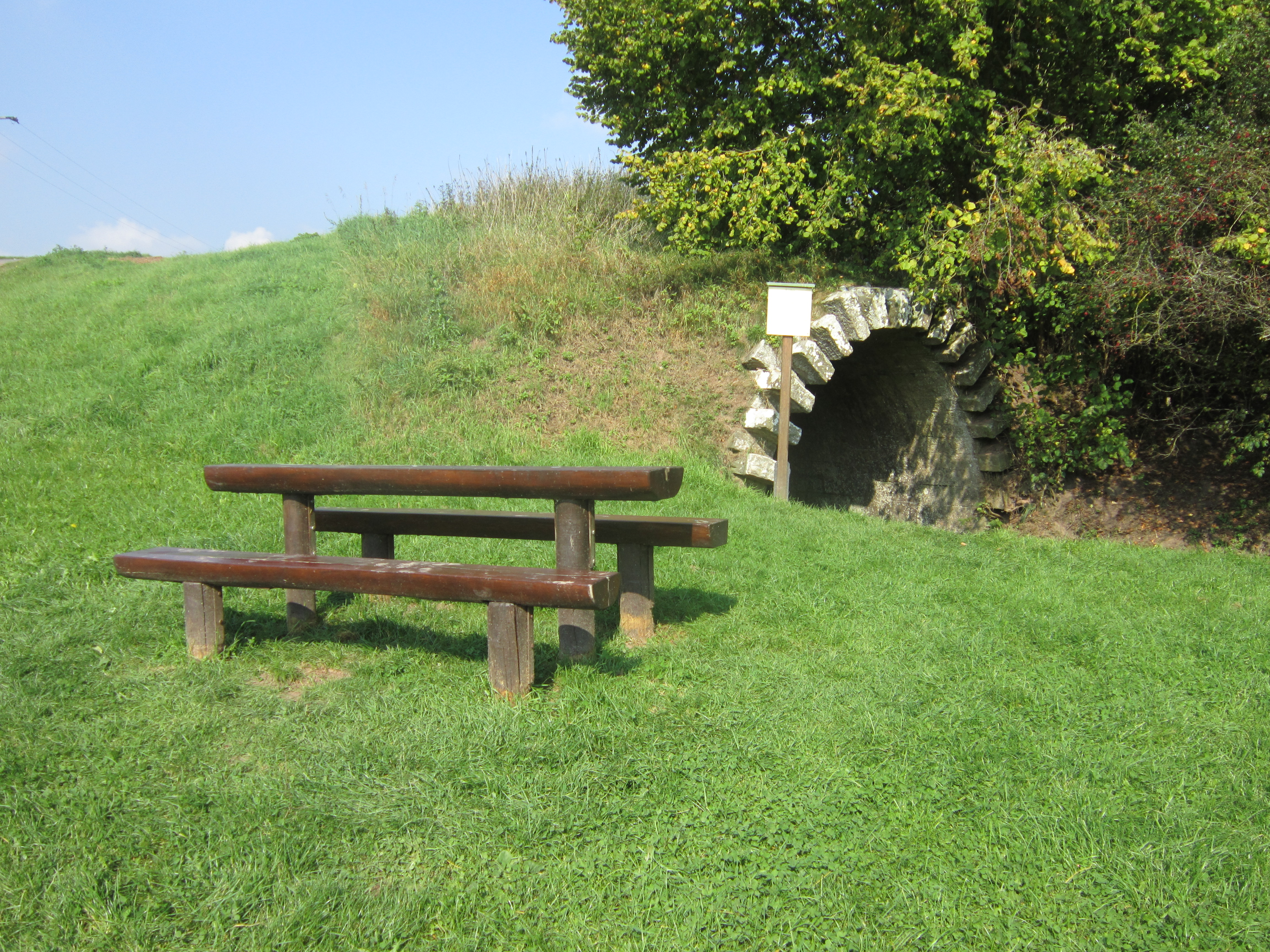
Das Echo in Kleinbrach.

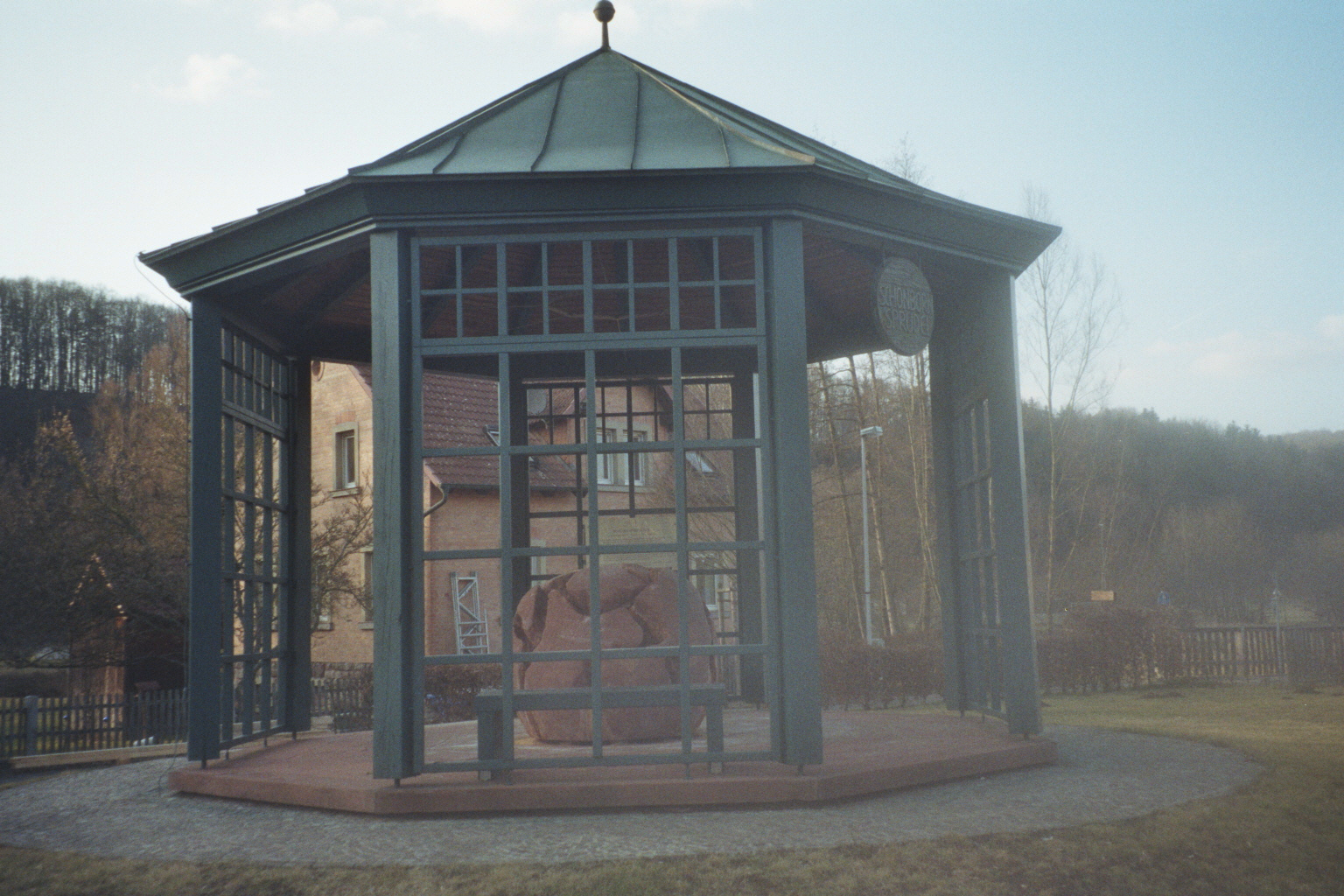
Brunnenpavillon am Standort des 1963 abgerissenen Schönbornturms.

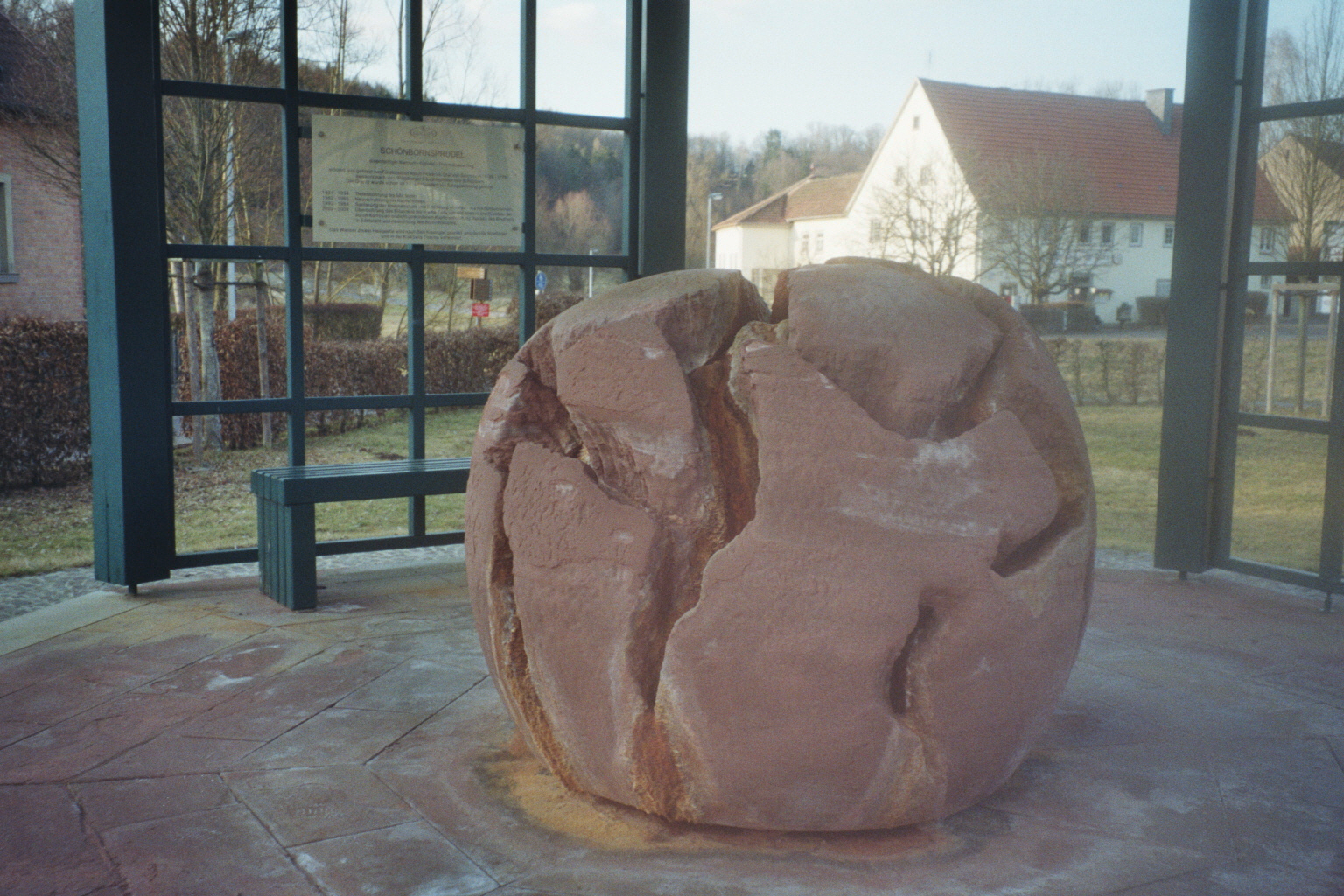
„Zerklüftete Kugelform“ im Brunnenpavillon.

Der Schönbornsprudel ist für das Jahr 1578 erstmals urkundlich erwähnt. Von den Bemühungen von Fürstbischof Friedrich Karl von Schönborn-Buchheim im Jahr 1655, die durch den Dreißigjährigen Krieg zum Erliegen gekommene Salzproduktion in Hausen wiederzubeleben, profitierte auch der Schönbornsprudel; in diesem Jahr entstand auch der zugehörige Schönbornturm.
Am 6. Juni 1764 begann unter Fürstbischof Adam Friedrich von Seinsheim die Niedertreibung des Schönbornsprudels, den Seinsheim aus Stolz über die Familienzugehörigkeit nach seinem Onkel, Friedrich Karl von Schönborn-Buchheim, benannt hatte. Bis zum 15. September 1764 erreichte man eine Tiefe von 50,5 Fuß; am 12. Dezember des Jahres konnte der Schönbornsprudel mehr als 10.500 Zentner Salz pro Jahr liefern.
Der Schönbornsprudel wurde vom Wasser einer im Nachbarort Kleinbrach gelegenen Wehranlage angetrieben; das Wasser floss hierbei durch einen Kanal, der im Volksmund der Einwohner Gefluder genannt wurde. Der mehrere Kilometer lange Gefluder entstand im 18. Jahrhundert und wurde durch starken Eisgang im Jahr 1946 zerstört und daraufhin verschrottet. Im Jahr 1846 versuchte man in Kleinbrach, den Kanal zwecks Abkürzung des zurückzulegenden Weges durch einen Höhenzug zu leiten, doch mitten in den Bauarbeiten zu dem dafür nötigen Tunnel scheiterte das Projekt an finanziellen Problemen; es entstand das Kleinbracher Echo.
Im Jahr 1831 startete Bohrmeister Christian Wachtel den Versuch einer Tieferbohrung des Schönbornsprudels, der im Jahr 1854 scheiterte. Christian Wachtel zeichnete den Verlauf der Arbeiten in zwei Notizbüchern auf. Da man das Bohrgestänge noch nicht, wie heutzutage, drehen, sondern nur stoßen konnte, lag die tägliche Bohrleistung bei lediglich acht Zentimetern. Nach jedem Stoß wurde das Bohrgestänge bei gleichzeitiger Zerlegung in seine Einzelteile hochgezogen, um den Erdauffangbehälter am Ende der Stange zu leeren; bei jedem weiteren Stoß musste das Gestänge erneut zusammengesetzt werden. So erreichte man nach einer Tiefe von 362 Metern im Jahr 1846 und 490,50 Metern im Jahr 1848 schließlich (im Jahr 1854) eine Tiefe von 584,22 Metern, bei der das Bohrgestänge schließlich brach.
Im Mai 1963 wurde der Schönbornturm abgerissen, nachdem im Winter zuvor der Schönbornsprudel versiegt war. Im Jahr 1982 wurde an der jetzigen Durchfahrtsstraße von Hausen, wenige Meter neben der Position des alten Schönbornturms, ein Brunnenpavillon errichtet. Der Pavillon beherbergt die Plastik „Zerklüftete Kugelform“ des im Wernecker Ortsteil Vasbühl geborenen Bildhauers Max Walter.
Um 1970 wurde die Schönbornquelle mit Schönbornturm und 1953 verschrotteten Wasserrad von zwei Bad Kissinger Künstlern in stilistisch unterschiedlichen Gemälden festgehalten. Das im Jahr 1969 von Heini Ross angefertigte Bild wurde von der Besitzerin des „Café Kaiser“ zu Dekorationszwecken ihres Cafés erworben. Das von Hinz Kistler gemalte Bildnis entstand im Auftrag der Gemeinde Hausen anlässlich der Ernennung von Bürgermeister Josef Müller zum Ehrenbürger.
Im Jahr 2004 wurde durch das Wasserwirtschaftsamt eine Maschinenstation für die Elektronik der Pumpanlage errichtet. 2009 wurden das erste Mal kunststoffbeschichtete Rohre getestet, die den Ansatz von Eisenocker verringern sollen.
Im Jahr 2010 fanden wieder Bohrungen zu einer Neufassung des Schönbornsprudels statt, da dieser wieder Sole zutage förderte. Ferner wurden von 2010 bis 2012 die Wasserleitungen zwischen Schönbornsprudel und KissSalis Therme erneuert.

## Das Thermalwasser
Das Heilwasser des Schönbornsprudels zeichnet sich durch eine 12-mal höhere Mineralstoffkonzentration als die Mindestanforderungen für Heilbrunnen aus. Es ist als Natrium-Chlorid-Thermalsäuerling deklariert und im Sinne der Mineral- und Tafelwasserverordnung als ursprünglich rein bewertet.
Zusammensetzung:
- Natrium: 3.028 mg/l
- Kalium: 112 mg/l
- Magnesium: 198 mg/l
- Calcium: 766 mg/l
- Eisen: 10,2 mg/l
- Mangan: 1,25 mg/l
- Chlorid: 4.581 mg/l
- Sulfat: 1.404 mg/l
- Hydrogencarbonat: 1.842 mg/l
- Nitrat: <1 mg/l
- Fluorid: 0,44 mg/l
- Kohlensäure: 1.760 mg/l